# Església de Sant Donat de Zadar
L'església de Sant Donat de Zadar, Croàcia, és un monument d'estil preromànic de principis del segle ix considerat el més important del seu període conservat a Dalmàcia.
L'edifici fou construït sobre els fonaments del fòrum romà, quan la ciutat es convertí en una potència naval capaç d'igualar Venècia. Si bé primer s'hi donà el nom de la Santíssima Trinitat, més endavant s'hi canvià en memòria del bisbe Donat, que és qui en va impulsar la construcció. Entre els anys 801 i 814, sant Donat mantingué relacions tant amb els francs com amb els romans d'Orient, les dues grans potències del moment a l'Adriàtic. També va ser qui va portar a Zadar les relíquies de santa Anastàsia, una de les patrones de la ciutat.
De planta rodona coronada per una cúpula de 27 m d'alçada, està envoltada per una galeria que s'estén al voltant de tres absis a l'est. Tant el seu estil com la seva planta circular són una barreja dels primers carolingis i dels temples romans d'Orient. Tant a l'interior com a la part externa, s'aprecia la utilització de materials antics del fòrum romà per fonamentar els murs.
El tresor de l'església conté part dels millors treballs dàlmates en metall, i en destaca l'arca d'argent o reliquiari de sant Simeó (1380), i el pastoral personal del bisbe Valaresso (1460).

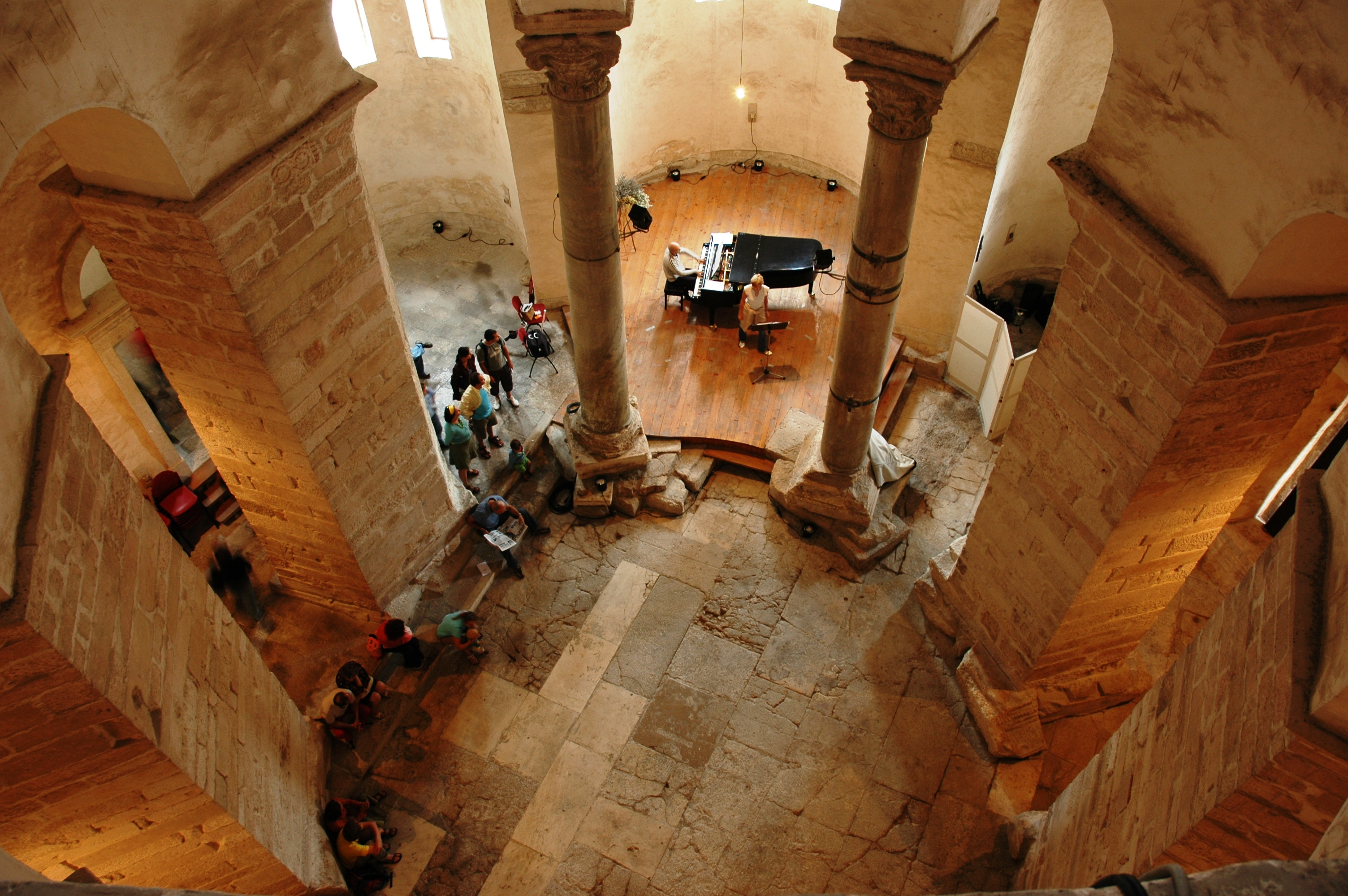
Concert a l'interior de l'església

A la vegada imponent i auster, harmoniós i original, no és sorprenent que es consideri el símbol de Zadar. El seu interior rígid té una acústica excel·lent i s'utilitza com a escenari dels concerts del Festival Internacional anual de Música medieval i renaixentista, conegut com "Els Vespres Musicals a Sant Donat".